# نازعات
سوره نازعات در مکه نازل شده و دارای ۴۶ آیه است.

## محتوای سوره
محتوای این سوره در شش بخش خلاصه می‌شود:
1. نخست با قسمت‌های مؤکدی که ارتباط با مسئله معاد دارد روی تحقق این روز بزرگ تأکید می‌کند.
2. سپس به قسمتی از مناظر هول‌انگیز و وحشتناک آن روز اشاره می‌نماید.
3. و بعد اشاره کوتاه و گذرائی به داستان موسی و سرنوشت فرعون طغیانگردارد که هم مایه تسلی خاطر پیامبر و مؤمنان است و هم هشدار به مشرکان طغیانگر، و هم اشاره‌ای است به این که انکار معاد انسان را به چه گناهانی آلوده می‌کند.
4. در بخش بعد نمونه‌هایی را از مظاهر قدرت خداوند در آسمان و زمین که خود دلیلی است برای امکان معاد و حیات بعد از مرگ برمی شمرد.
5. بار دیگر به شرح قسمتی دیگر از حوادث وحشتناک آن روز بزرگ وسرنوشت طغیانگران و پاداش نیکوکاران می‌پردازد.
6. سرانجام در پایان سوره بر این حقیقت تأکید می‌کند که: هیچ کس از تاریخ آن روز باخبر نیست، ولی همین اندازه مسلم است که نزدیک است.

انتخاب نام نازعات برای این سوره به خاطر نخستین آیه آن است.

## فضیلت تلاوت سوره
در حدیثی از پیغمبر آمده‌است: «کسی که سوره نازعات را بخواند توقف و حساب او در روز قیامت تنها به اندازه خواندن یک نماز روزانه‌است، و بعداز آن وارد بهشت می‌شود».
مسلم است کسی که محتوای این سوره را که آیات تکان دهنده اش ارواح خفته را بیدار و متوجه وظائف خود می‌سازد در جان خویش پیاده کند از چنان پاداش‌هائی برخوردار خواهد شد، نه آن‌ها که فقط به خواندن الفاظ قناعت می‌کنند.